# 714.ª División de Infantería (Wehrmacht)

Insignia de la 714.ª división de Infantería

la 714.ª División de Infantería fue una división de infantería alemana durante la Segunda Guerra Mundial.

## Historia
La división fue formada el 1 de mayo de 1941 para el  distrito militar I (Braunsberg) por el Comandante del distrito militar en Praga en el marco de la 15.ª oleada de formación como unidad estática con dos regimientos. Posteriormente, la división fue desplegada como fuerza de ocupación en Yugoslavia bajo el mando del 2.º Ejército. En julio de 1941, la división fue desplegada en Serbia con el 12.º Ejército. A principios de 1943, la división fue desplegada en la Batalla del Neretva.
El 1 de abril de 1943 se reorganizó la 714.ª División de Infantería en Croacia. Las cohortes más antiguas se cambiaron por cohortes más jóvenes de los distritos militares I, II, III y X y la división pasó a llamarse 114.ª División Jäger. Posteriormente, la 114.ª División Jäger fue desplegada en Croacia con el 2.º Ejército Panzer. Tras la entrada de la Wehrmacht en Yugoslavia, la división recibió la orden de detener a Momčilo Đujić y su División Dinara. Sin embargo, como la división había asumido la protección de las rutas de tráfico, la orden no se llevó a cabo. A esto siguió el traslado de la división en Italia al 14.º Ejército, más tarde al 10.º Ejército, a partir de 1944. Junto con la 715.ª División de Infantería, la división luchó en la cabeza de puente de Nettuno. A partir de abril de 1944 fue desplegada en la Línea Gustav cerca de Monte Cassino y a partir de octubre de 1944 fue transferida a Rimini. A través de Ravena, en diciembre de 1944, siguió la retirada hacia el norte de Italia. Aún participó en la ofensiva de primavera en Italia, tuvo que retirarse de Montese y en marzo de 1945 sólo le quedaban algo menos de 1.000 hombres. A finales de abril de 1945, reducidos a la fuerza de dos batallones, los restos de la división en la zona de Brescia pasaron al cautiverio estadounidense. El comandante de la división Strahammer fue fusilado en mayo de 1945 en circunstancias inexplicables mientras era prisionero de guerra.

## Crímenes de guerra
Las divisiones de ocupación 704. División de Infantería, 714. División de Infantería, 717. División de Infantería y 718. División de Infantería fueron responsables de un gran número de crímenes de guerra en el territorio ocupado.
En junio de 1944, partes de la división perpetraron la masacre en el Gran Sasso cerca de Filetto di Camerda. Un escuadrón de la División de Inteligencia 114 había sido emboscado por partisanos y, según los informes, hubo cuatro fallecidos, lo que más tarde se corrigió a dos. En represalia, 22 civiles varones fueron fusilados "en reanudación de la resistencia armada" o en "huida".
A finales del mismo mes se produjo la masacre de Gubbio. Después de un ataque a dos miembros del III Batallón del Regimiento Jäger 721, 40 personas entre 17 y 60 años fueron asesinadas a tiros por miembros del II Batallón del Regimiento Jäger 721. El comandante de división Boelsen, quien fue considerado brutal, fue identificado como el principal responsable de la masacre.
A finales de noviembre de 1944, el Regimiento Jäger 721 llevó a cabo la masacre de Madonna dell'Albero cerca de Rávena, con 56 muertos, incluidas 17 mujeres y 16 niños. 
Según el proyecto Atlante degli Stragi Naziste e Fasciste in Italia (Atlas de las masacres nazis y fascistas en Italia), financiado por el gobierno alemán y dirigido por una comisión de historiadores, alrededor de 180 personas fueron asesinadas por miembros de la División en masacres y ejecuciones en Italia entre septiembre de 1943 y abril de 1945.
Tras el final de la guerra, la división se incluyó en el Informe UK-66 de 1946, un documento británico sobre las represalias alemanas por actividades partisanas en Italia,  que fue examinado en los juicios de Núremberg. Está probado que gran parte de los crímenes de guerra en Italia fueron perpetrados por la División Panzer Paracaidista 1 Hermann Göring. A continuación se enumeran la 1.ª División de Infantería Paracaidista, la 16.ª División de Granaderos Panzer de las SS y la 114.ª División Jäger.

## Comandantes
- Mayor General/ Teniente General Friedrich Stahl: desde la formación hasta diciembre de 1942
- General de división Josef Reichert: de enero de 1943 a febrero de 1943
- Teniente General Karl Eglseer: de febrero de 1943 a diciembre de 1943
- Coronel /Mayor General Alexander Bourquin: desde diciembre de 1943 hasta mediados de mayo de 1944
- General de división Hans Boelsen: desde mediados de mayo de 1944 hasta mediados de julio de 1944
- Coronel/Mayor General Hans-Joachim Ehlert: desde mediados de julio de 1944 hasta abril de 1945
- Coronel/Mayor General Martin Strahammer: abril de 1945

## Miembros conocidos de la división.
- Matthias Defregger: comandante de la masacre de Gran Sasso, comandante de la División de Inteligencia 114.